# Facundo Colidio
Facundo Colidio (ur. 4 stycznia 2000 w Rafaeli) – argentyński piłkarz występujący na pozycji napastnika lub skrzydłowego w argentyńskim klubie River Plate. Wychowanek Boca Juniors, w trakcie swojej kariery grał także w Interze Mediolan, Sint-Truidense i Tigre. Młodzieżowy reprezentant Argentyny. Posiada również obywatelstwo włoskie.